# لواء صقور الشام
تیپ بازهای شام (به عربی: لواء صقور الشام) یکی از گروه‌های سلفی میانه‌رو درگیر در جنگ داخلی سوریه است که از اعضای ائتلاف جبهه اسلامی به‌شمار می‌رود. این گروه از قدرتمندترین گروه‌های موجود در استان ادلب است. شمار نفراتش ۴ هزار نفر برآورد می‌شود. احمد عیسی احمد شیخ با نام مستعار ابوعیسی رهبری آن را بر عهده دارد. هرچند این گروه ماهیتا یک گروه سلفی است ولی با اخوان المسلمین بیشتر رابطه دارد تا با دیگر سلفی‌ها. بازهای شام هدفش از ورود به جنگ داخلی سوریه را برپایی یک حکومت اسلامی با رعایت حقوق دموکراتیک اقلیت‌ها عنوان کرده است. این گروه در نوامبر ۲۰۱۱ تأسیس شد. تیپ بازهای شام در نوامبر سال ۲۰۱۳ به ائتلاف جبهه اسلامی پیوست. ولی سپس در مارس ۲۰۱۵ با جنبش احرارالشام ائتلاف کرد و به صورت یک گروه واحد درآمدند. اما در سپتامبر ۲۰۱۶ میلادی، صف خود را از احرارالشام جدا کرده و به عضویت در جیش الفتح درآمدند.